# Gmina Čaglin
Gmina Čaglin (chorw. Općina Čaglin) – gmina w Chorwacji, w żupanii pożedzko-slawońskiej. W 2011 roku liczyła 2723 mieszkańców.